# Advanzia Bank
Advanzia Bank — європейський "прямий" банк зі штаб-квартирою у місті Мюнсбах, Люксембург. Банк підлягає банківському нагляду держави Люксембург. Advanzia Bank обслуговує приватних та бізнес-клієнтів. Компанія є одним з найбільших учасників ринку в цій сфері.